# Museu Polonês da América
O Museu Polonês da América (em inglês: Polish Museum of America, em polonês: Muzeum Polskie w Ameryce) é um museu localizado em Chicago, Illinois. A sua missão é recolher, conservar e apresentar conteúdos históricos relativos à Polônia.